# Hussein Fahmy
Hussein Fahmy  (en árabe: حسين فهمي) (El Cairo, 22 de marzo de 1940) es un actor y diplomático egipcio que ha actuado en producciones para cine, teatro y televisión.

## Biografía
Fahmy trabajó en la industria del cine y la televisión en Egipto por más de cincuenta años, registrando más de cien apariciones en producciones para cine, teatro y televisión. Se graduó en la Universidad de California en Los Ángeles con una Maestría en Bellas Artes y se desempeñó como docente en el instituto de cine durante doce años. Inició su carrera a comienzos de la década de 1960 y registró sus últimas apariciones en los medios en la década de 2000, cuando empezó a ocupar puestos como la presidencia del Festival Internacional de Cine de El Cairo, embajador de la organización deportiva Special Olympics y embajador de buena voluntad del Alto Comisionado de las Naciones Unidas para los Refugiados.

## Filmografía
| Año  | Título internacional                 | Título en árabe                   |
| ---- | ------------------------------------ | --------------------------------- |
| 1963 | Alley of the Pestle                  |                                   |
| 1970 | Fire of Longing                      | Nar El'Shoaq                      |
| 1970 | Dalaal the Egyptian                  | Dalaal El'Masreyya                |
| 1971 | Queen of Night                       | Malleket El'Leil                  |
| 1971 | My Beautiful Teacher                 | Modarressati Al'Hasnaa            |
| 1971 | The Lady of the Black Moons          | Sayyedat Al'Aqmaar Al'Sawdaa      |
| 1972 | Watch Out for Zouzou                 | Khalli Ballak Men Zuzu            |
| 1972 | Love and Pride                       | Hobb Wa Kebriyya                  |
| 1972 | Badeea's Daughter                    | Bent Badeea                       |
| 1973 | Strangers                            | Ghorabaa                          |
| 1973 | The Soul Lover                       | Aashiq Al-Roah                    |
| 1973 | Wild Roses                           | Zohoor Bariyya                    |
| 1973 | My Blood, My Tears, and My Smile     | Dammi Wa Domooie Wa Ebtessamati   |
| 1974 | A Woman in Love                      | Emraa Aashiqa                     |
| 1974 | The Fugitive                         | Al'Haareb                         |
| 1974 | The Bullet is Still in My Pocket     | Al'Rossassa La Tazaal Fi Gaybi    |
| 1974 | The Enemy Brothers                   | Al'Okhwa Al'Aadaa                 |
| 1974 | Ameera, My Love                      | Ameera Hobbi Ana                  |
| 1974 | Best Days of My Life                 | Agmal Ayyam Hayati                |
| 1975 | Forgive Me, God                      | Ya Rabb Tobah                     |
| 1975 | A Melody in My Life                  | Nagham Fi Hayati                  |
| 1975 | Who Can Beat Azeeza                  | Meen Yeqdar Ala Azeeza            |
| 1976 | Women in Press                       | Nessaa Taht El-Tabbe              |
| 1976 | The After Love                       | Ma Baad Al'Hobb                   |
| 1976 | Viva Zalata                          |                                   |
| 1976 | No Time for Tears                    | La Waqt Lel'Domoo                 |
| 1976 | A Bachelor's Affairs                 | Gharamiyyat Aazeb                 |
| 1976 | Longing                              | Shoaq                             |
| 1976 | Wise Fate                            | Hekmetak Ya Rabb                  |
| 1976 | The Guilty                           | Al'Mozneboon                      |
| 1976 | The Gorgeous and the Pauper          | Al'Fattena Wal'Sollook            |
| 1976 | Hot Tears                            | Al'Domoo Al'Sakhina               |
| 1976 | Waves With No Shore                  | Amwaag Bela Shatea                |
| 1977 | Women in the City                    | Nessaa Fil'Madeena                |
| 1977 | Night and Desire                     | Layl Wa Raghba                    |
| 1977 | Sweet Love World                     | Helwa Ya Donya El'Hobb            |
| 1977 | Barefooted on the Golden Bridge      | Hafeya Ala Gesr Al'Zahab          |
| 1977 | Love Mania                           | Gonoon Al'Hobb                    |
| 1977 | Look What Sokkar Is Doing            | Boss Shoof Sokkar Bettemel Eih    |
| 1977 | The Devils                           | Al'Shayateen                      |
| 1977 | Love in Deadend                      | Al'Hobb Fi Tareeq Masdood         |
| 1977 | Thousand Kiss and Kiss               | Alf Bossah We Bossah              |
| 1978 | Love May Kill                        | Wa Menn Al'Hobb Ma Qatal          |
| 1978 | The After Midnight Phone Call        | Mokallamat Baad Montassaf Al'Layl |
| 1978 | Yasmeen's Nights                     | Layali Yasmeen                    |
| 1978 | Lovers Avenue                        | Sekket El'Ashqeen                 |
| 1978 | Love on Top of Volcano               | Hobb Fawq Al'Borkaan              |
| 1978 | Woman is Woman                       | Al'Maraa Heya Al'Maraa            |
| 1978 | Masters and Slaves                   | Asyaad Wa Abeed                   |
| 1978 | Sweetest Days of Life                | Ahla Ayyam Al'Omr                 |
| 1979 | West District Story                  | Qessat Al'Hayy Al'Gharbi          |
| 1979 | Men Who Don't Know Love              | Regaal La Yarifoon Al'Hobb        |
| 1979 | Let Me Revenge                       | Da'ooni Antaqqem                  |
| 1979 | Sin of An Angel                      | Khatee'at Malaak                  |
| 1979 | Deceived By A Woman                  | Khadaatni Emraa                   |
| 1979 | Save This Family                     | Anqizu Hazihi Al'Aaela            |
| 1980 | The Night the Moon Cried             | Layla Baka Fiha Al'Qamar          |
| 1980 | Sinless Tears                        | Domooa Bela Khataya               |
| 1980 | Challenge of the Tough               | Tahaddi Al'Aqweyaa                |
| 1980 | Bondless Woman                       | Emraa Bela Qayd                   |
| 1980 | Watch Out, Gentlemen                 | Entabbeho Ayyoha Al'Sadah         |
| 1981 | Goodbye Suffering                    | Wadaan Lel'Azaab                  |
| 1981 | Who Crazes Whom?                     | Meen Yegannen Meen                |
| 1981 | A Dinner Date                        | Mawed Ala Al'Ashaa                |
| 1981 | A Moment of Weakness                 | Lahzet Daaf                       |
| 1981 | Fight of the Lovers                  | Seraa Al'Oshaaq                   |
| 1981 | Horror Trip                          | Rehlat Al'Roab                    |
| 1981 | Shark                                | El'Ersh                           |
| 1982 | My Love Was Lost There               | Wa Daa Hobbi Honaak               |
| 1982 | Nights                               | Layali                            |
| 1982 | The Shine of Your Eyes               | Bareeq Aynaykee                   |
| 1982 | The Last Word                        | Al'Kallema Al'Akheera             |
| 1982 | The Shame                            | Al'Aar                            |
| 1982 | Collapse                             | Enheyaar                          |
| 1983 | Dog Bite                             | Addet Kalb                        |
| 1983 | Kingdom of Hallucination             | Mamlaket Al-Halwassa              |
| 1983 | Dog Bite                             | Addet Kalb                        |
| 1983 | Babelshereyya Strongmen              | Gedaan Babelshereyya              |
| 1983 | God is Watching                      | Enna Rabbaka Labell-Mersad        |
| 1983 | Tanneries Fences                     | Aswar El'Madabegh                 |
| 1984 | The Hounds                           | Kelab Al'Herassa                  |
| 1984 | Sea of Illusions                     | Bahr Al'Awham                     |
| 1984 | The Crooks                           | El'Nassabeen                      |
| 1984 | Legal Wins                           | El'Halal Yeksab                   |
| 1984 | The Prince                           | El'Berrins                        |
| 1985 | A Deal with A Woman                  | Safqa Maa Emraa                   |
| 1985 | A Devil of Honey                     | Shaytan Men Assal                 |
| 1985 | Honey of the Queen                   | Shahd El'Malleka                  |
| 1985 | Rescuing the Rescuable               | Enqaz Ma Yomken Enqazoh           |
| 1986 | Before Farewell                      | Qabl Al'Wadaa                     |
| 1986 | Desire, Spite, and Revenge           | Raghba wa Heqd wa Entiqam         |
| 1986 | A Mutinous Woman                     | Imraa Motamarreda                 |
| 1986 | The Inheritors                       | Al'Waratha                        |
| 1986 | The Female                           | Al'Ontha                          |
| 1986 | Oh My Homeland                       | Ah Ya Balad                       |
| 1987 | Big Guys Game                        | Lebet El'Kobar                    |
| 1987 | Animal Running                       | Garii El'Wohoosh                  |
| 1987 | Players                              | El'Laeeba                         |
| 1988 | This Wedding Can't Be Done           | El'Gawaza Di Mesh Lazim Tettem    |
| 1989 | The Suicide of a High School Teacher | Entehaar Modarres Sanawi          |
| 1990 | Alexandria Again and Again           | Eskendereyya Kaman we Kaman       |
| 1991 | Dangerous Game                       | Al'Leab Maa Al'Kobar              |
| 1992 | My Wife and the Wolf                 | Zawgati wal'Zeab                  |
| 1992 | The Bloody Meeting                   | Al'Leqaa Al'Dami                  |
| 1992 | Prisoner 67                          | Al'Sagueena 67                    |
| 1992 | The Revolving Stone                  | Al'Hagar Al'Dayer                 |
| 1993 | Criminal Case 85                     | 85 Genayat                        |
| 1994 | The Women Market                     | Sooq Al'Nesaa                     |
| 1994 | Hekmat Fahmy                         |                                   |
| 1995 | Hazelnut Peels                       | Qeshr Al'Bondoq                   |
| 1998 | The Disappearance of Gaafar Al'Masry | Ekhtefaa Gaafar Al'Masry          |
| 2000 | Anbar and the Colours                | Anbar wal'Alwan                   |
| 2000 | Children of the Devil                | Abnaa Al'Shaytan                  |
| 2001 | Lovers' Paperclips                   | Qasaqees Al'Oshaq                 |

Fuente: